# KMO Művelődési Központ és Könyvtár

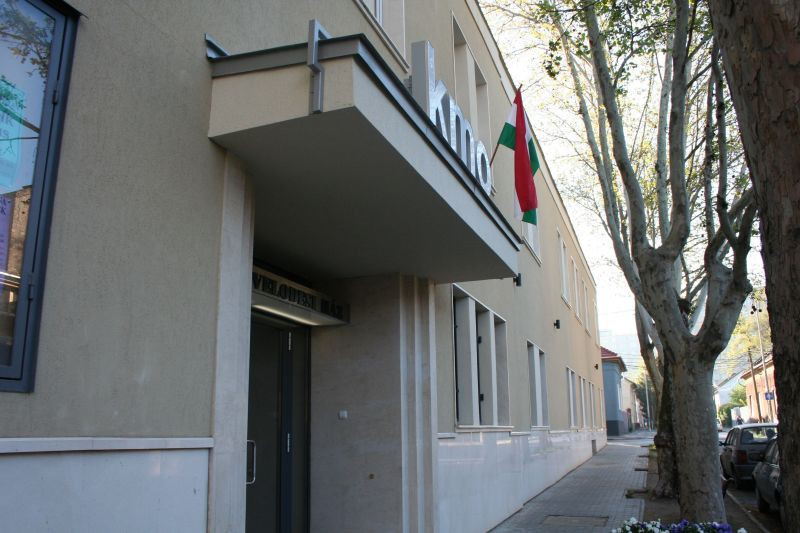
KMO bejárata a Teleki utca felől

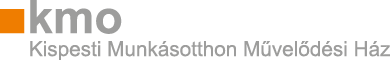
Logó

A KMO Művelődési Központ és Könyvtár Budapesten, a XIX. kerületben található kulturális létesítmény, amely elsősorban a kerület lakóinak biztosít sokirányú művelődési és szórakozási lehetőséget. De a művelődési intézmény értékteremtő és -közvetítő, közösségformáló és közösséget szolgáló, mindenki számára nyitott ház. A több mint 800 programot évente több mint 200.000-en látogatják.
A művelődési központ évszakos bontásban, negyedévente jelenteti meg aktuális programfüzetét.

## Története
1909-ben a kispesti munkásság elhatározta, hogy kulturális életét megalapozza, ennek érdekében létrejött a Munkásotthon Építő Szövetkezet. Elkezdték az alaptőke gyűjtését, a tagok részjegyeket vásároltak. Annak ellenére, hogy az Otthon felépítéséhez nem állt rendelkezésre a teljes összeg, az alapkövet letették 1922 októberében. A rendezvényen az Építő Szövetkezet Bizottsága a kispesti lakosságot arra kérte, hogy 1-1 téglát ajándékozzanak a további építkezéshez. A felhívás sikerrel járt, az emberek a helyszínen fizettek be támogatásokat, valamint a kispesti munkások felajánlották, hogy ingyen munkával segédkeznek az intézmény felépítésében.
1923 május 6-án avatták fel az Otthont. Akkori beszámolók szerint: „Gyönyörű, verőfényes napon, óriási közönség részvétele mellett avatták fel az épületet”. A Szervezett Munkások Dalkara adta az avató ünnepi műsorát. Ezekben az időkben a Munkásotthon Kispest egyik legszebb épülete volt. A harmincas évekre már rendszeresen működött. Számos zenei estet rendeztek, vendégül látták a korszak kiemelkedő művészeit (Várnai Zseni, József Attila, Révész Béla). 1938-ban az Otthon berendezése szinte teljesen megsemmisült, ugyanis nyilas támadás érte.
A második világháború a Munkásotthont is megviselte, a létesítmény jelentősen megrongálódott, de 1945 után a Vasas Szervezet nagy hangsúlyt fektetett az újjáépítésére. 1950-ben a Munkásotthont a Hofherr Schrantz Traktorgyárhoz a későbbi Vörös Csillag Traktorgyárhoz csatolták. 1960-ban a kiadásokat nem kímélve átépítették az épületet. A V.CS.T. 1961-ben nyitotta meg a ház kapuit – Művelődési Központot –, mely elsősorban a Traktorgyár dolgozóinak kulturális művelődését elégítette ki. A közbeszédben többnyire „Melós” elnevezéssel illeték a házat. Az épület egy részét a 70-es évek végén életveszélyesnek nyilvánították, a nagyterem tetőszerkezetének állapota miatt. 1983 nyarán a ház művelődési tevékenységét megszüntette, de a Vasas Szakszervezet, a Rába Magyar Vagon- és Gépgyár, a kerület vállalatai és szövetkezetei összefogtak egy teljes rekonstrukció feltételeinek megteremtése érdekében. A felújítást a Vas-, Fém és Villamos Ipari Dolgozók Szakszervezetének Központi Vezetőségével kötött megállapodás értelmében az akkori kerületi tanács koordinálta.
A felújítás költségét kb. 25 millió forintra becsülték. A Rába 10 millió forinttal járult hozzá a felújításhoz, a Vasas Szakszervezet 4 millió forinttal, a Budapesti Honvéd 2 millió forinttal. Az Országos Közművelődési Tanács 1,5 millió forint támogatást adott. A Dél-Pesti Vendéglátó Vállalat üzemeltette az épület Szabó Ervin utcai traktusában lévő éttermet, így annak felújítását ők vállalták. A kivitelezést Kispest ismert lokálpatriótája, Dianóczki János (a „Dió”) – Ybl Miklós-díjas építész – cége, a Diogenész Építész Stúdió vállalta 20 millió forintért. 1983 decemberében elkezdték az átépítést. Újra kellett szabályozni az intézmény működtetését. A Vasas Szakszervezet az üzemeltetést és működtetést átruházta a kerületi tanácsra, de tulajdonjogát fenntartotta az építményre.
A XIX. kerületi tanács VB. 1985. február 2-i határozatával létrehozta a művelődési ház kategóriába tartozó Kispesti Munkásotthon elnevezésű közművelődési intézményt. 1985 december 9-én nyitotta meg kapuit ünnepélyes keretek között a Kispesti Munkásotthon.
2005-ben Kispest Önkormányzata megvásárolta a szakszervezettől az épületet. Ezt követően elkezdődhetett az intézmény teljes korszerűsítése egy címzett támogatásnak köszönhetően. A pályázaton 430 millió Ft-ot nyertek, melyhez 15%-os önrésszel járultak hozzá. A felújítás 2007-ben kezdődött és 2008-ban fejeződött be. Az intézmény teljesen felújult – új közművelődési színterek, korszerű technikai megoldások, modern hang- és fénytechnika, felszerelt színházterem.
Kispest Önkormányzata 2007-ben úgy döntött, hogy szakmai és gazdasági irányítás szempontjából is a kerület valamennyi közművelődési intézményét egy igazgatás alá vonja, így további 5 intézménnyel bővült a KMO. A KMO-ban működik az Obsitos Fúvószenekar is, melyet 2008-ban alapították  a fegyveres testületek hivatásos zenekaraiból nyugdíjba vonult zenészek. 2019-ben újabb tagintézménnyel bővült az intézmény, a KÁS Képtárral. Kispest Önkormányzat 2020. november 19-én hozott döntése alapján a Wekerlei Kultúrház és Könyvtár Művelődési Ház (továbbiakban WKK) a KMO Művelődési Központtal összevonásra került.
Tagintézmények:
- Nagy Balogh János Kiállító terem, 1191 Budapest, Ady Endre út 57.
- Kerületi Civilház –  a Kispesti Kaszinó, 1191 Budapest, Fő u. 42.
- Kispesti Helytörténeti Gyűjtemény, 1191 Budapest, Csokonai utca 9.
- F20 – Ifjúsági és Prevenciós Klub, 1191 Budapest, Fő u. 20.
- Mozgásműhely, 1191 Budapest, Szabó Ervin út 4.
- KÁS Képtár, 1192 Budapest, Thököly u. 17
- Wekerlei Kultúrház 1192 Budapest, Petur u. 7.
- Wekerlei Könyvtár 1192 Budapest, Kós Károly tér 9. (Bejárat a Thököly utca felől.)

A KMO 2023-ban volt 100 éves. A népszerű kispesti közművelődési intézmény 2023-ban nem mindennapi rendezvénysorozattal emlékezett meg az elmúlt évekről, a közönséggel együtt eltöltött vidám pillanatokról. Élményekben gazdag, színes ünnepi programsorozat várta a vendégeket januártól júniusig. KMO 100 programsorozatáról itt olvashat bővebben.

## A KMO vezetői
- Gábor Ilona igazgató
- Rácz Attila igazgatóhelyettes

## KMO Művelődési Központ termei
| A KMO termei | A KMO termei      |
| Termek       | Befogadó képesség |
| ------------ | ----------------- |
| DÉRYNÉ TEREM | 282 fő            |
| AGÓRA TEREM  | 40-50 fő          |
| KULTÚRKAMRA  | 100 fő            |
| 101          | 14-18 fő          |
| 102          | 28-40 fő          |
| 104          | 50-60 fő          |
| 105          | 50-70 fő          |
| 106          | 18-25 fő          |
| 116          | 20 fő             |
| 117          | 20 fő             |

### Képek

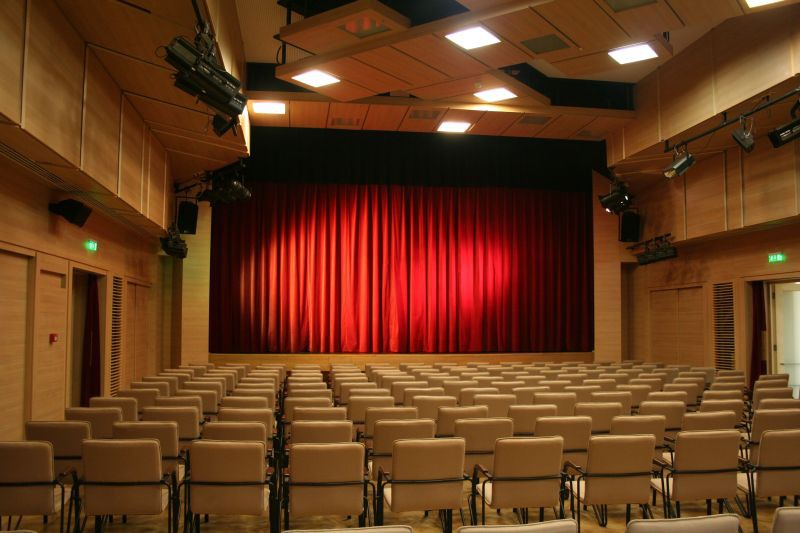
Déryné nagy színházterem
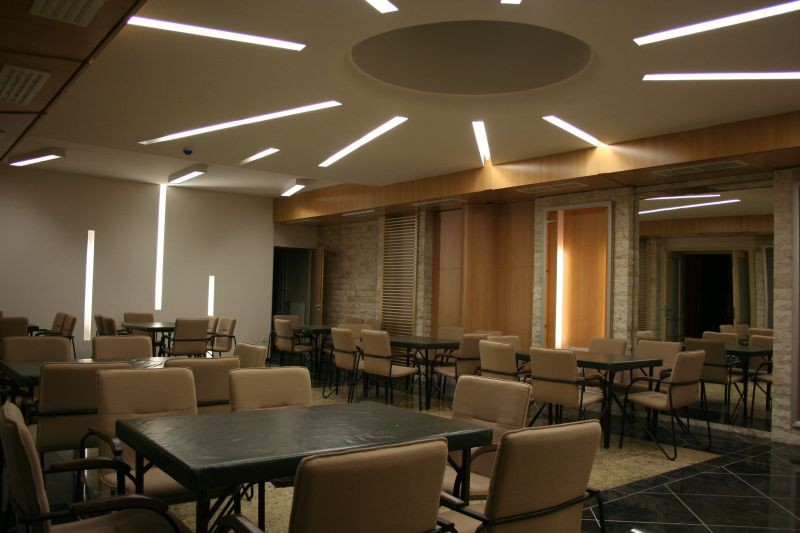
Agóra
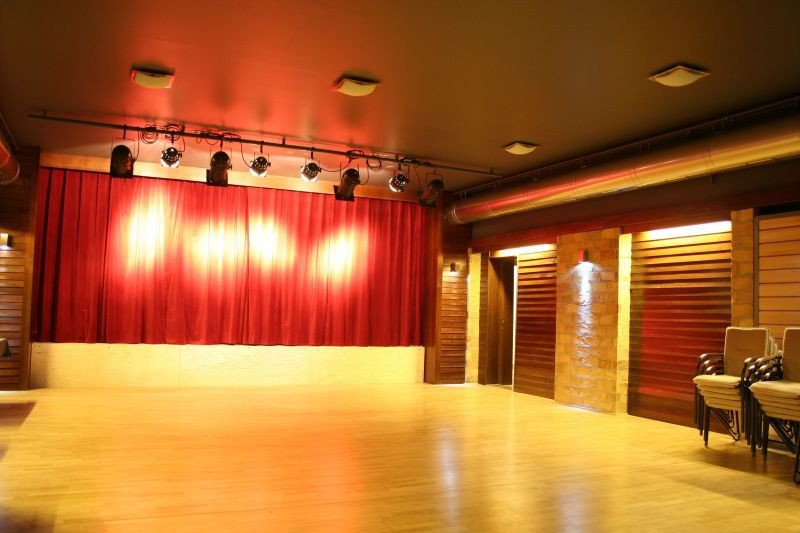
Kultúrkamra
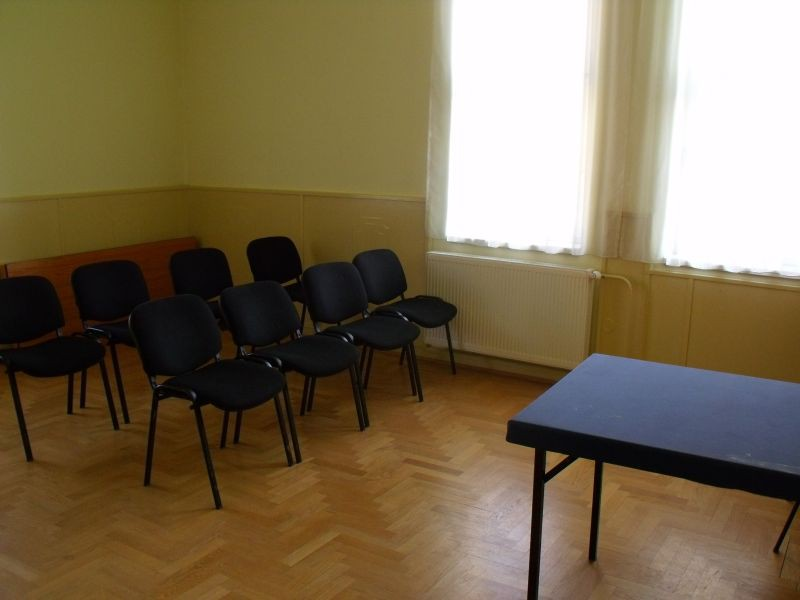
101-es emeleti terem
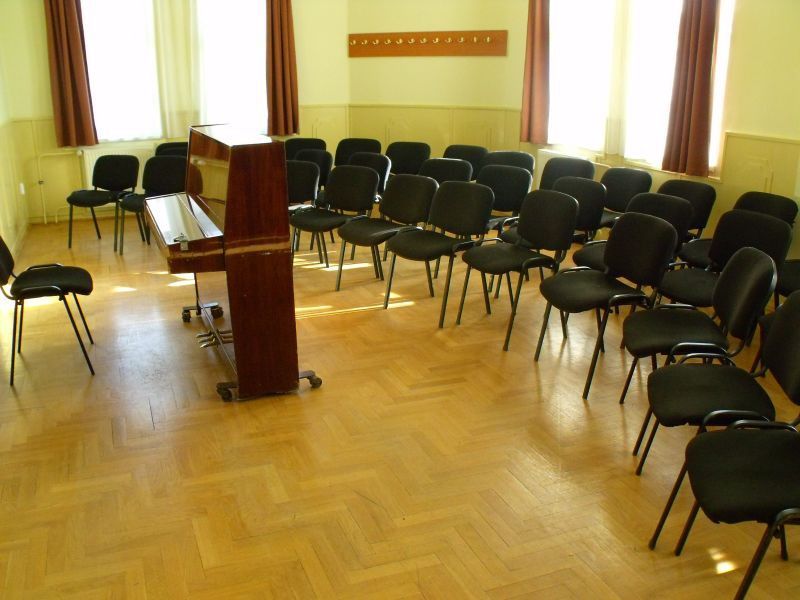
102-es emeleti terem
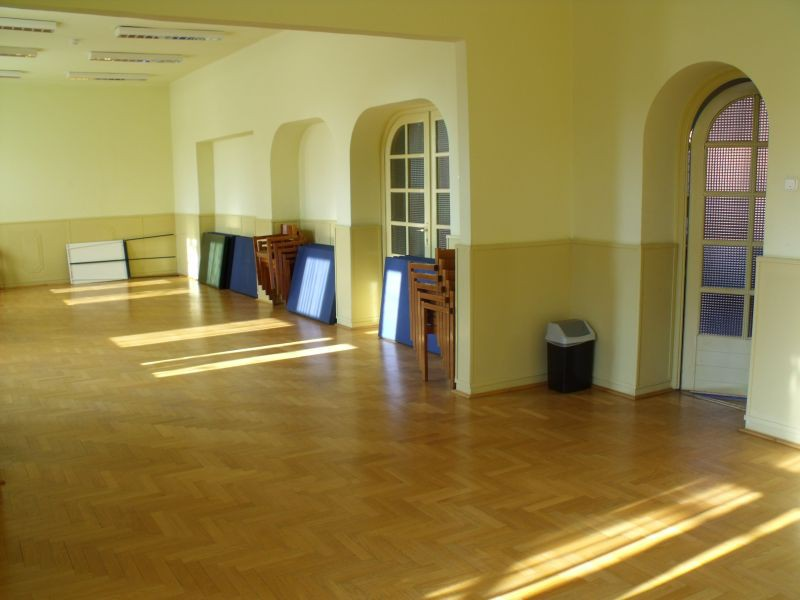
104-es emeleti terem
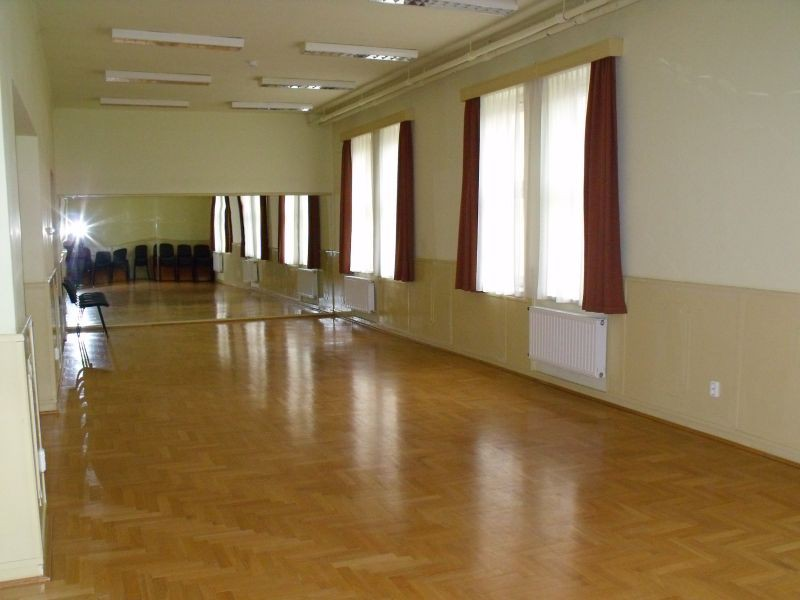
105-ös emeleti terem
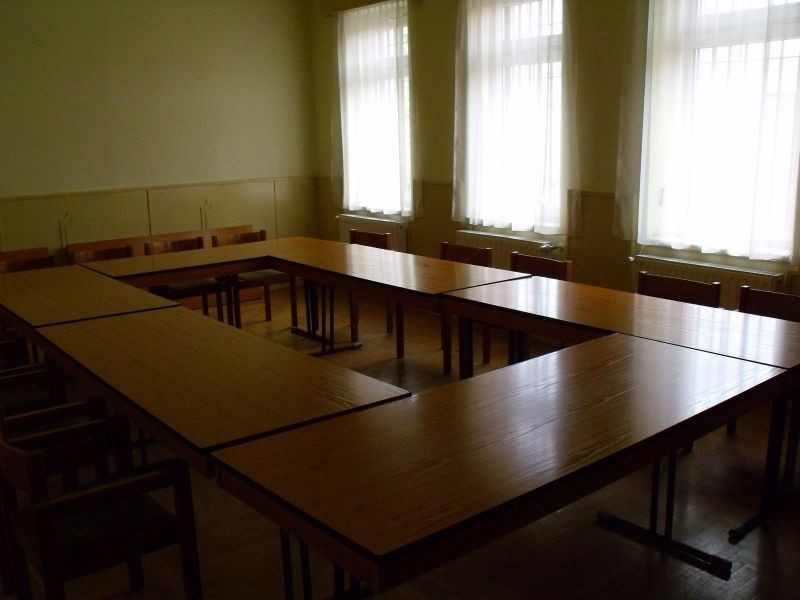
106-os emeleti terem
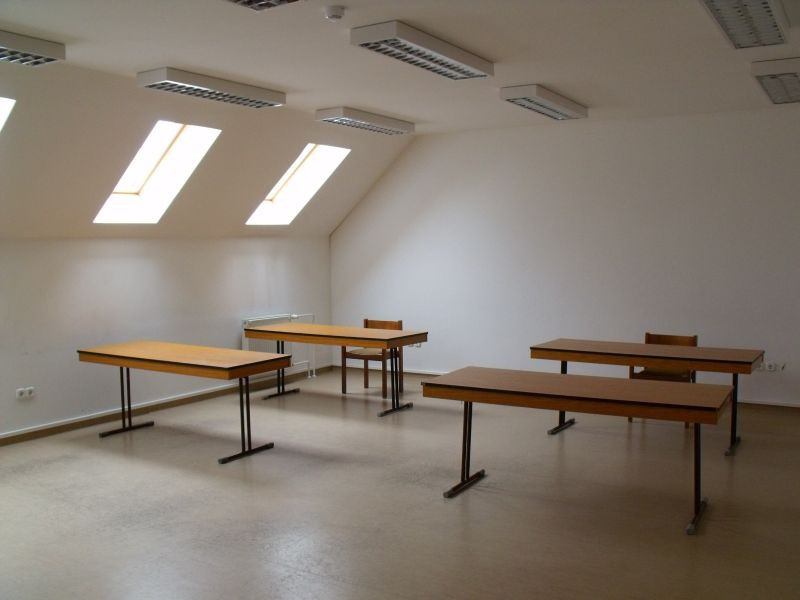
116-os emeleti terem
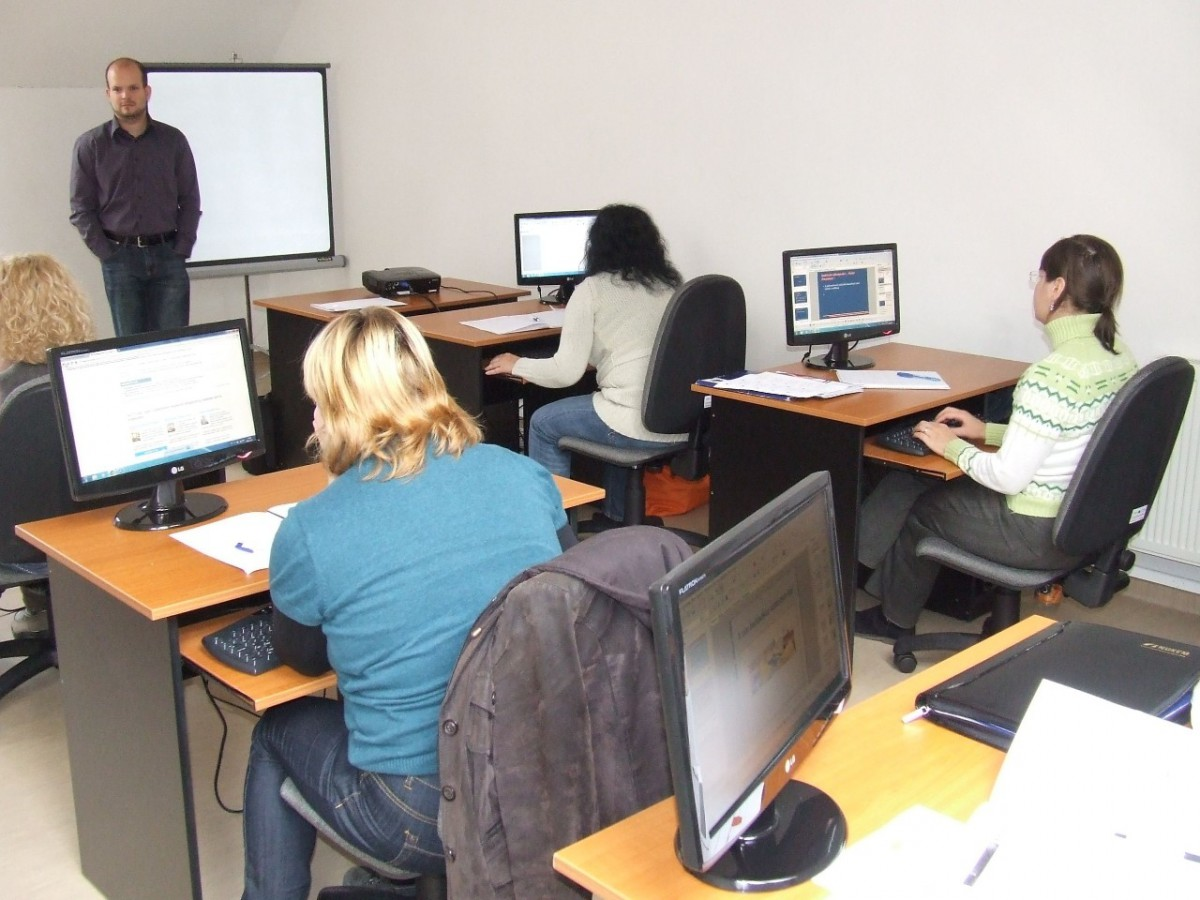
117-es emeleti terem
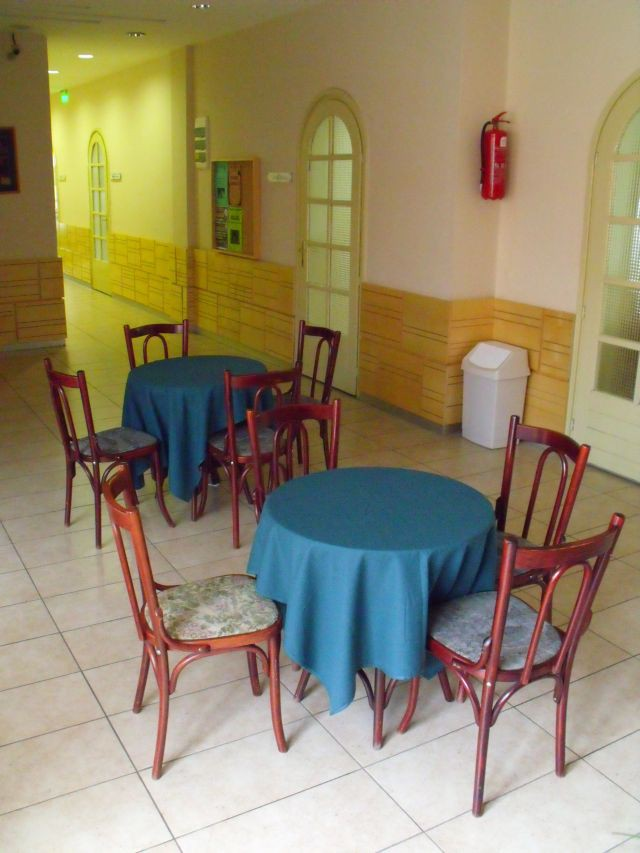
Emeleti folyosó
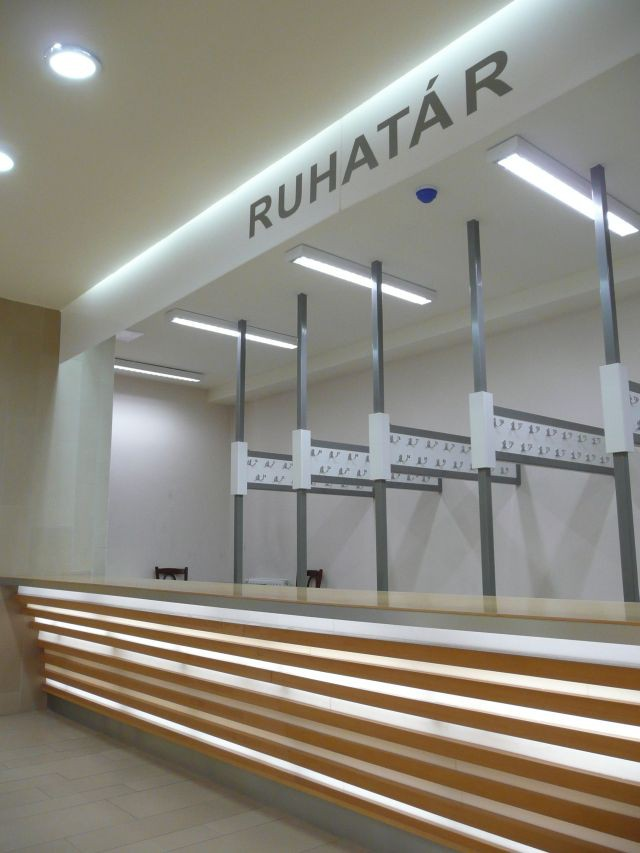
Ruhatár a földszinten
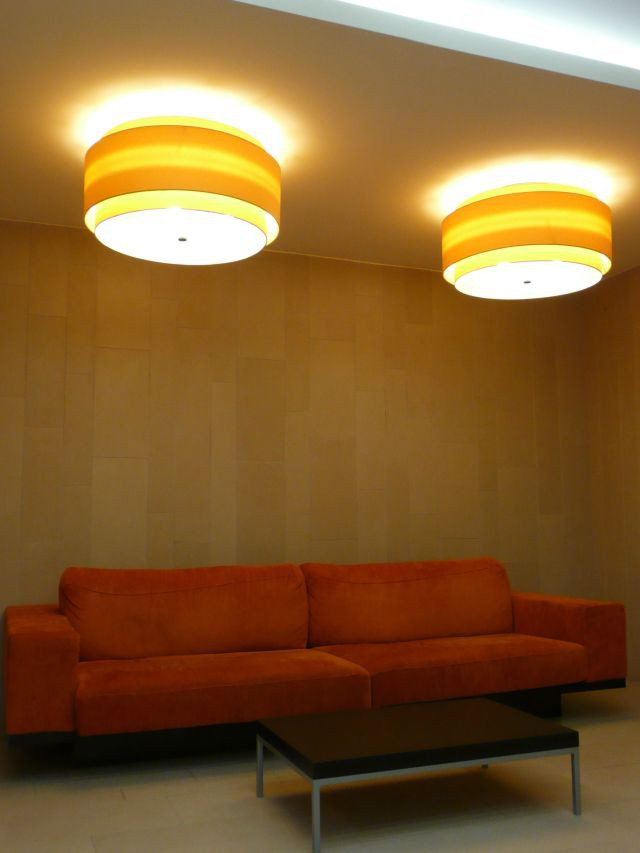
Várakozó a ruhatár előtt

## KMO-hoz tartozó intézmények

### F20 Kispesti Prevenciós Ifjúsági Klub

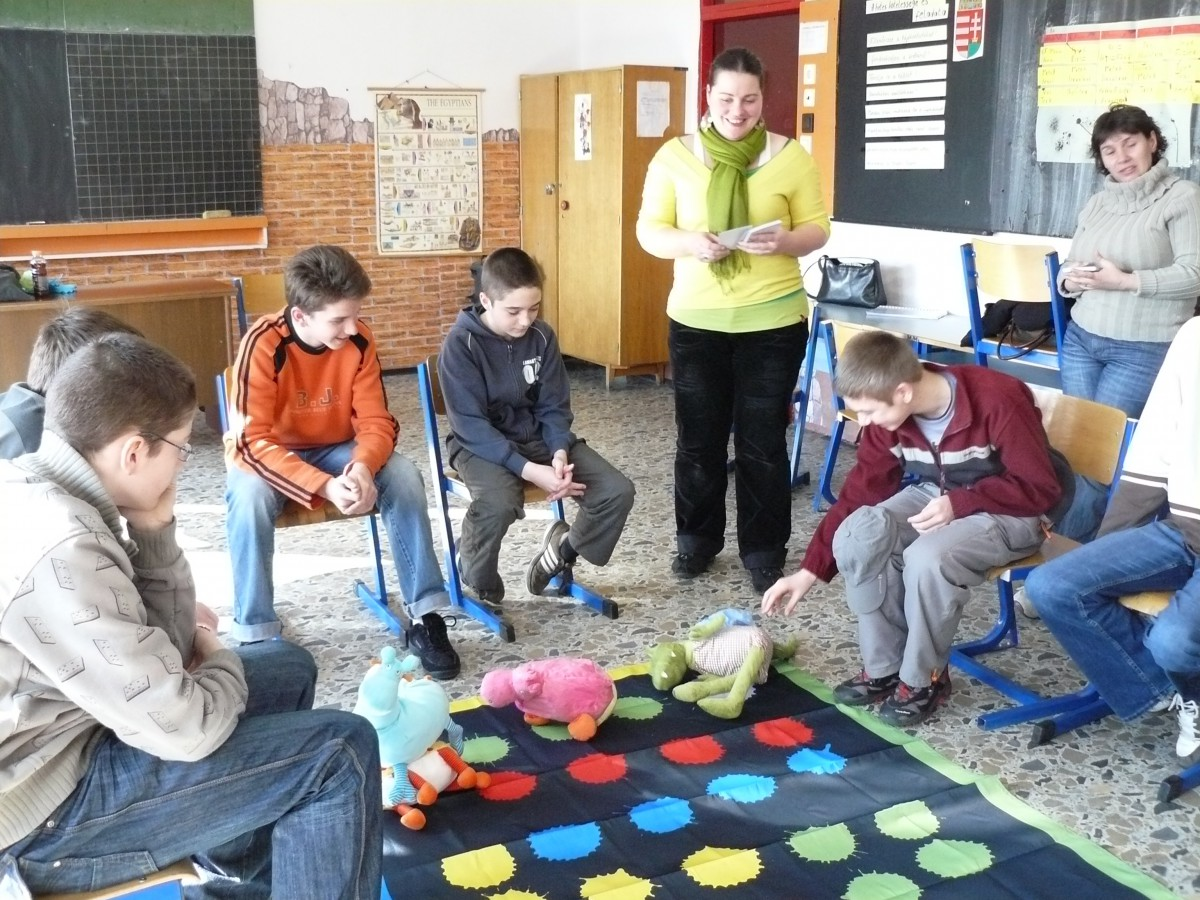
Drogprevenciós társasjáték
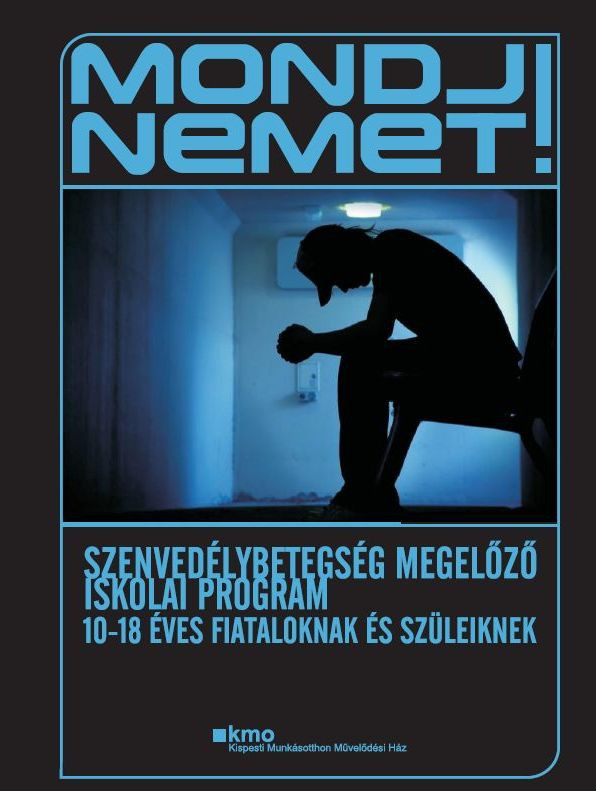
Mondj Nemet!
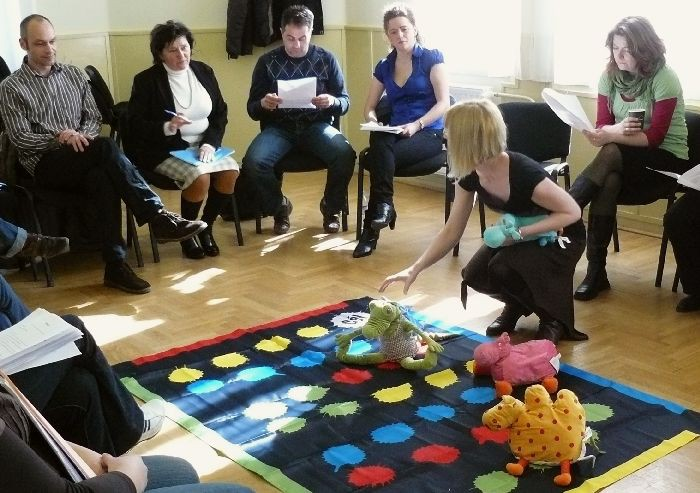
K.I.A.B.Á.L

Ismertebb nevén F20. Családok számára közösségformáló, személyiségfejlesztő, önértékelést erősítő programokat tartanak, melyek a szülőknek, nagyszülőknek, gyerekeknek egyaránt fontos értékeket tanítanak (pl.: hogyan vigyázzon magára a kamasz gyermek, hogyan tudják megóvni a család, a közösség felnőtt tagjai a gyerekek testi-lelki egészségét).
A gyerekek olyan interaktív, az egész családot célzó foglalkozásokon vehetnek részt, ahol rávilágítanak, hogy a döntéseiknek, cselekedeteiknek következményei vannak. Olyan témák is terítékre kerülnek, hogy hogyan oldjuk meg a konfliktus és stressz-helyzeteket anélkül, hogy káros szerekhez nyúlnánk.
Foglalkozásokat vezető munkatársak:
- Kisberk Ágnes
- Nyitrai Zsóka

Mondj Nemet!:
A KMO 1997-ben indította el háromlépcsős drogprevenciós programot "Mondj Nemet!" címmel. Ez a program a 10-18 éves korosztálynak biztosít drogprevenciós előadásokat, drogprevenciós foglalkozásokat pszichodramatikus módszerrel és művészetterápiás foglalkozásokat kreatív jelleggel. A programokat térítésmentesen vehetik igénybe a kispesti iskolák diákjai és pedagógusai, valamint a szülők és nevelők is. A programok az évek során egyre bővültek – mentálhigiénés kérdések, alkohol, dohányzás, szexuális nevelés témái is bekerültek a tematikánkba. Mára komplex prevenciót valósítanak meg.

### Nagy Balogh JánosKiállítóterem
A Nagy Balogh János Kiállítóterem 2005. augusztus 20-án újra Kispest képzőművészeti színterévé vált.
Az épület Nagy Balogh János képzőművészről kapta nevét, aki 1905-től haláláig az Ady Endre úton, egy szoba-konyhás lakásban élt és dolgozott.
Kiállítótermük a XX. századi és kortárs képzőművészetnek ad otthont. Főként a kerület alkotóit mutatják be, valamint a jelen képzőművészeti törekvéseit.

### Kispesti Helytörténeti Gyűjtemény
Kispest 1950-ig önálló településként, és azóta a főváros XIX. kerületeként működik. A helytörténeti gyűjtésnek is múltja van Kispesten. Az 1930-as években felvetődött, hogy a várostörténeti kutatások, gyűjtések eredményeit, emlékeit egy Városi Múzeum létrehozásával lehetne bemutatni. 1935-ben egy Polgármesteri rendeletet adtak ki, miszerint hivatalosan létre jött megszületett a gyűjtemény. 1938-ban Kispest város munkatervében, 1940-től költségvetésében is szerepel a múzeum létrehozása. A város kulturális koncepciója szerint a Kossuth téren épült volna fel a múzeum, színházteremmel, hangversenyteremmel együtt. A város önálló épületet nem biztosított, de az 1943-ból fennmaradt leltárkönyv tanúsága szerint 720 tételt regisztráltak. Bár számos hivatalos terv készült arra, hogy megfelelő körülményeket biztosítsanak a helytörténeti gyűjtemény számára, azonban ez a kérdés a helyi nevelők, lokálpatrióták ügye maradt sokáig.
Az 1930-as években elindult múzeumalapítás több kitérővel, 1974-ben ért nyugvópontra, mikor is egy állandó kiállítóhelyet, raktárt kapott. Ettől az időszaktól kezdődően főállású muzeológus irányítja a gyűjtő és feldolgozó munkát. Benyó Márta tanárnő lelkes, fáradhatatlan, szívós munkával tartotta életben a helytörténeti kutatás ügyét. A gyűjtemény anyaga adományok útján gyarapodott, melyet időről időre bemutattak a kerület lakosainak. A Kispesti Helytörténeti Gyűjtemény a település múltjára vonatkozó legfontosabb forrásmunkákat, korabeli újságokat, aprónyomtatványokat, levelezőlapokat, fényképeket, térképeket, képzőművészeti, iparművészeti alkotásokat őriz. Nem szűkölködik a gyűjtemény olyan emlékekben sem, melyek az életmódkutatást segítik.
Tárgyi anyaga, ha nem is egységes, nem is teljes körű, mégis jelentősnek mondható. A Kispesti Helytörténeti Gyűjtemény fontosnak tartja, hogy a nyugat-európai kismúzeumok trendjéhez igazodva, tematikus gyűjteményét egy nagyobb volumenű profillal egészítse ki. A gyűjtő munka középpontjába a kerület életét egykor meghatározó, azóta megszűnt ipari üzemek anyagának felkutatása, megőrzése került. Az egykori Porcellán- Kőedény- és Kályhagyár, azaz a Gránit,  a magyar kerámia- és porcelángyártás történetében meghatározó jelentőséggel bír. Kispesti Helytörténeti Gyűjtemény célja, hogy a közismertebb háztartási, használati tárgyak mellett felkutassa a gyár termékeinek korai időszakából származó, figurális és díszműtárgyait, hogy kutathassa és felhívhassa figyelmet a kevéssé ismert, ám annál jellemzőbb magasművészeti alkotásaira.
A Kispesti Helytörténeti Gyűjtemény állandó kiállítása mellett időszaki kiállítások rendezésével, helytörténeti kiadványok megjelentetésével vetélkedők támogatásával segíti a lakóhelyhez kötödést. A gyűjtemény szakmai munkájának keretében segítséget nyújt a helytörténeti kutatóknak, főiskolásoknak, egyetemistáknak, szakdolgozatuk elkészítéséhez. Széles kapcsolatai vannak más kerületi helytörténeti gyűjteményekkel, galériákkal.
Folyamatosan részt vesz a Magyar Nemzeti Múzeum szervezésében megvalósuló „Múzeumok Majálisa” című programsorozaton, ezzel is segítve Kispest történetének mind szélesebb körben való megismertetését.
A Kispesti Helytörténeti Gyűjtemény 2004 óta történeti kiállításai mellett a Nagy Balogh János Kiállítóterem kiállításait is szervezi és rendezi.
A gyűjtemény vezetői:
- Siklós Zsuzsa történész, gyűjteményvezető
- Mohay Orsolya művészettörténész

### Kispesti Kaszinó – Civil szervezetek háza

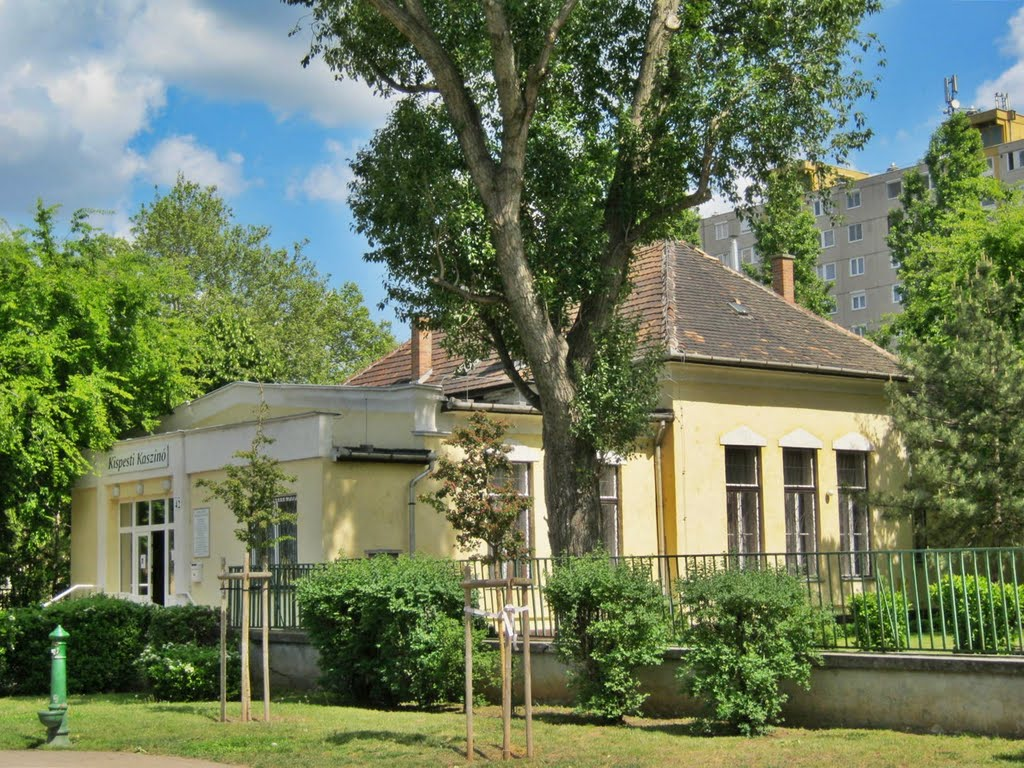
A Kispesti Kaszinó

Kispesti Kaszinóban (Civil szervezetek háza) működő civil szervezetek:
B 19. Galamb- és Kisállattenyésztők Kispesti Egyesülete, Barcza Gedeon SC GO Szakosztálya, Kárász István Természetbarát Egyesület, Kispesti Deák Ferenc Gimnázium Öregdiák Baráti Kör, Kispesti Kertbarát Klub, Kispesti Nyugdíjas Pedagógusok Klubja, Kispesti Nyugdíjasok és Mozgássérültek Klubja, Kispesti Sakk Szövetség, Kispesti Társaskör, MSZOSZ Területi és Nyugdíjas Alapszervezet Klubja, Nagycsaládosok Kispesti Egyesülete, Mozgássérültek Budapesti Egyesületének Kispesti Szervezete, Nosztalgia Klub, Romák Felzárkóztatásáért Egyesület, Szakszervezeti Nyugdíjas Klub, Szépkorúak tornája.

### KMO Mozgásműhely

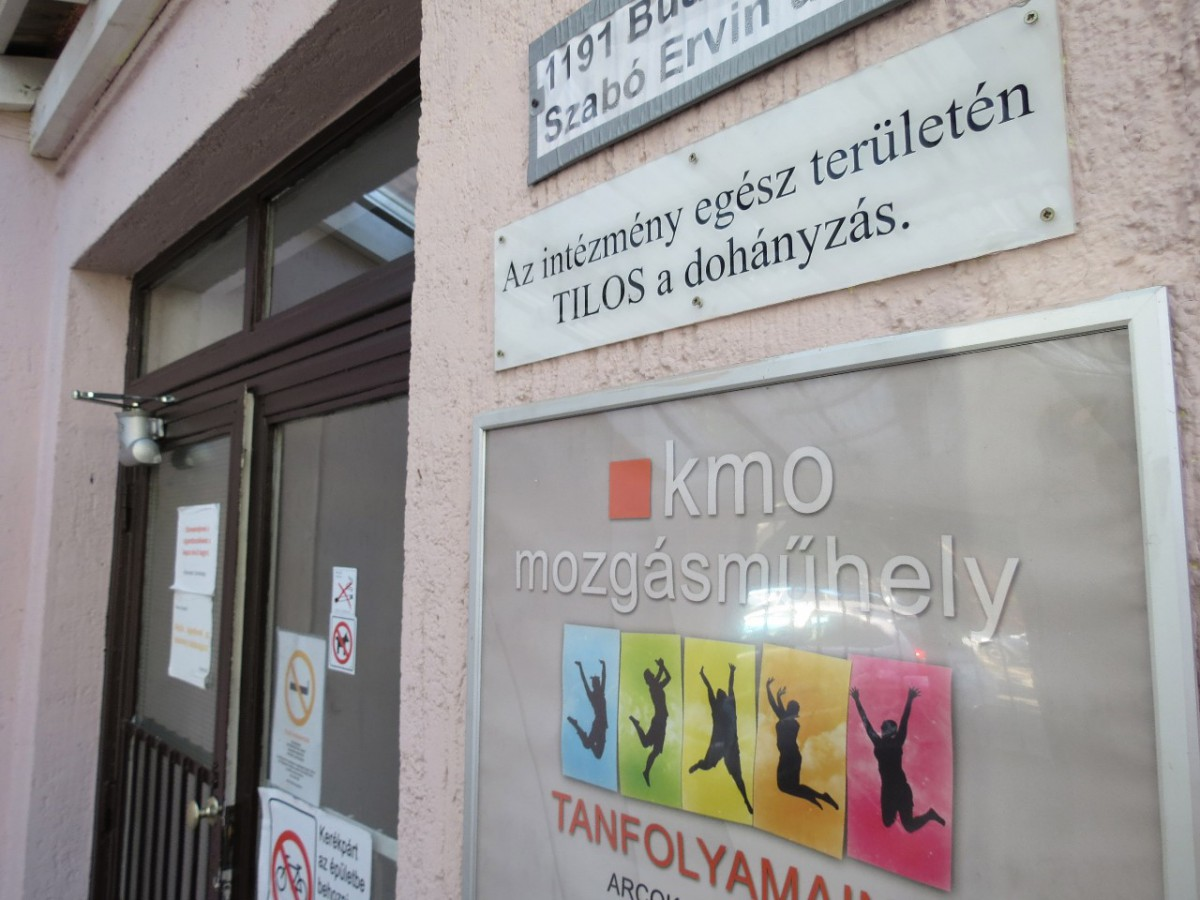
Mozgásműhely
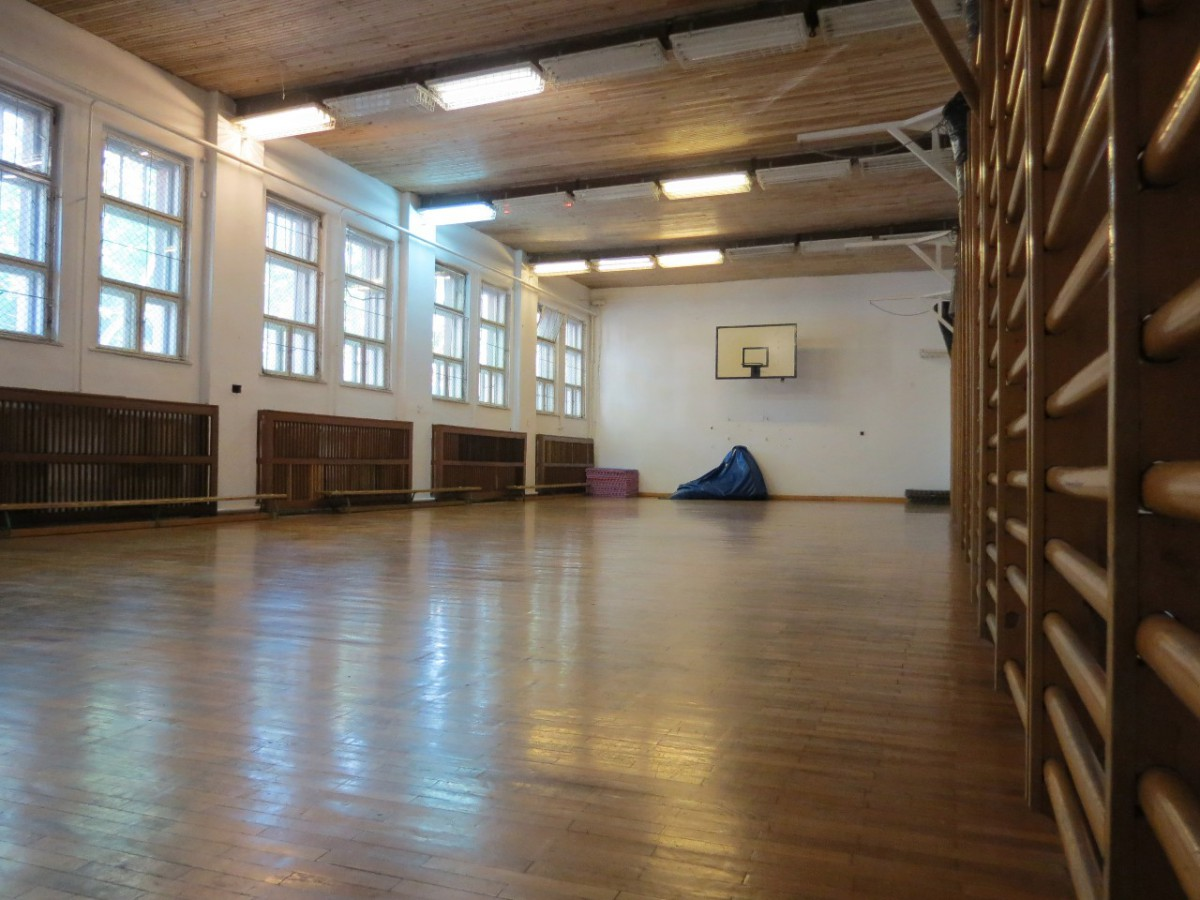
Mozgásműhely torna terme
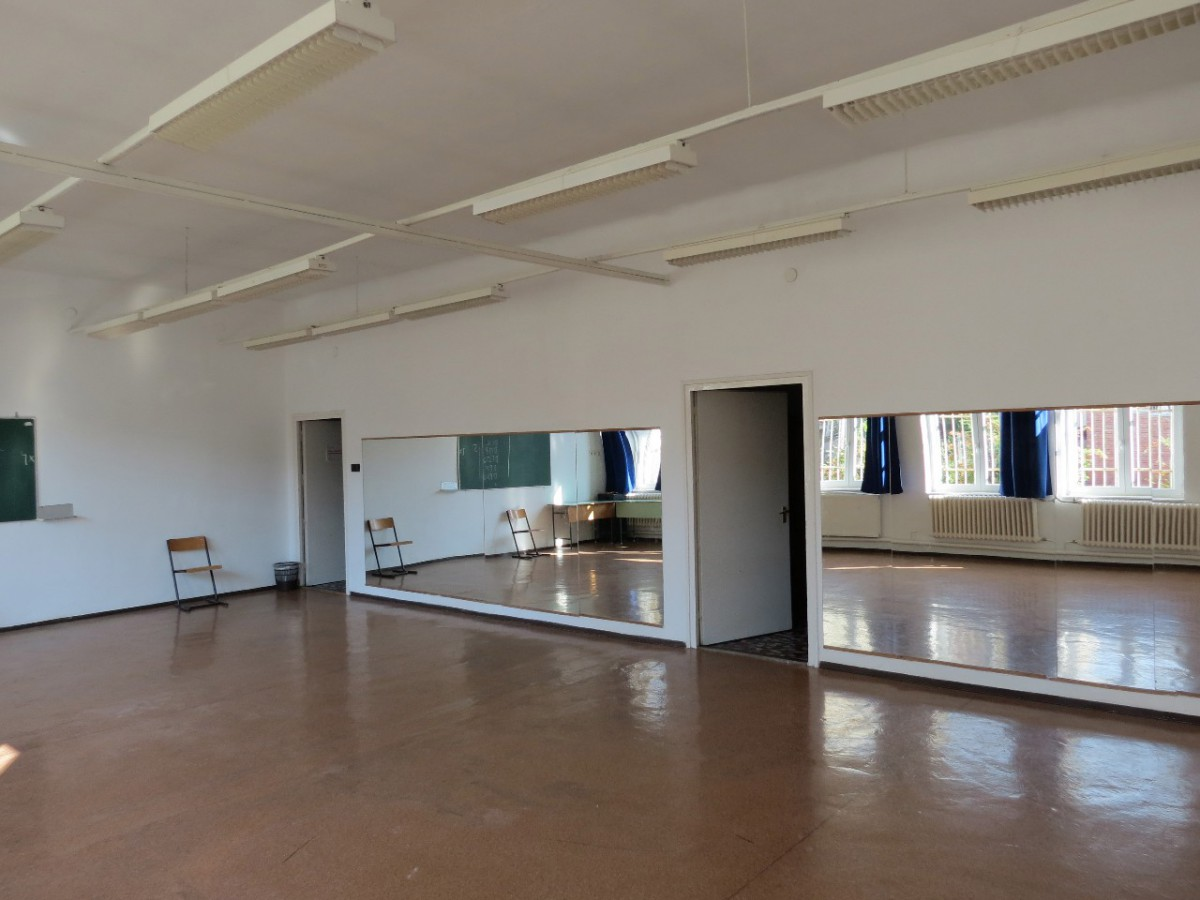
Mozgásműhely tükrös terme

Az intézményben a nevéből adódóan elsősorban a mozgásos- és táncfoglalkozások találhatóak meg. Számtalan sikeres produkció és versenyekre való felkészülés helyszíne. Két teremben zajlanak a foglalkozások. A küzdősportok, a meditációs gyakorlatok is jelen vannak, de a tánccsapatok is előszeretettel próbálnak, gyakorolnak itt. A KMO Művelődési Központtól csupán pár száz méterre található.

### KÁS – KATONA ÁRON SÁNDOR KÉPTÁR
A wekerlei kisposta helyiségében kap helyet Katona Áron Sándor wekerlei képzőművész állandó kiállítása.
Katona Áron Sándor elismert képzőművész, aki jelentős közéleti alakja volt Wekerlének és Kispestnek is. A művész sok alkotását felajánlotta az önkormányzatnak. Az egykori postahelyiséget a jövőben kulturális célra hasznosítja az önkormányzat. Itt kerül bemutatása Katona Áron Sándor életműve. A terem teljes felújításon esett át, mintegy másfél millió forintba került a képtár kialakítása, amely szeptember 27-től nyitja meg kapuit az érdeklődők előtt.

### WEKERLEI KULTÚRHÁZ
A Wekerlei Kultúrház Budapest egyik egyedülálló karakterű és különleges hangulatú városrészében, a XIX. kerületi műemlékvédett Wekerletelepen található, és itt közel negyven éve kínál színes és változatos programokat látogatóinak. Az intézmény jogelődje az ország első úttörőháza, mely 1949-ben nyitotta meg kapuit. Kispest Önkormányzat 2020. november 19-i döntés értelmében, 2021. január 1-jétől a KMO Művelődési Központ és Könyvtár tagintézményeként üzemel. Bővebb információt erről ide kattintva olvashat.
Az európai uniós forrásból felújított, akadálymentes épület adottságai meghatározzák a kultúrház hangulatát, kedves, barátságos, családias légkörét. A programok tematikáját és az intézmény szellemiségét a hagyományőrzés mellett leginkább a családbarát jelleg, a kulturális sokszínűség és nyitottság, valamint a környezettudatos szemlélet jellemzi. A kultúrházban a nagyobbaknak szóló hétköznapi mozgásos, alkotó és nyelvtanfolyamok mellett számos játékos, fejlesztő foglalkozás várja már a kisbabákat is. Az intézménynek saját fazekas műhelye és rendezett, madárbarát pihenőkertje van.
Tagintézményünk hétvégén bábszínházi előadásokat, koncerteket, kézműves foglalkozásokat, táncházakat, környezettudatos workshopokat és tematikus rendezvényeket kínál a színvonalas kikapcsolódásra vágyóknak. Évek óta hagyományosan megrendezésre kerül, és egyre több érdeklődőt vonz az év eleji közös télűző esemény, a zenés, vidám farsang, a tavaszi magbörze, a kispesti alkotókat bemutató interaktív művészeti fesztivál, a gyermeknapi program, a változatos nyári gyermektábor kínálat, ősszel a különböző nemzetek kultúráját bemutató nap, év végén pedig a közös adventi készülődés és a Mikulás bábszínháza. Mindezek mellett nagy hangsúlyt fektet a helyi közösségi élet támogatására, így többféle klubnak otthont ad.  A kultúrházban találkoznak hétről hétre többek között a wekerlei népdalkör, a foltvarró és az öko baba-mama klub tagjai is.

### WEKERLEI KÖNYVTÁR
A Wekerlei Könyvtár a KMO Művelődési Központ és Könyvtár tagintézménye. Az intézmény Budapest egyik egyedülálló karakterű és különleges hangulatú városrészében, Kispesten, a XIX. kerületi műemlékvédett Wekerletelepen található. A könyvtár szolgáltatásai mindenki számára hozzáférhetőek, díjmentesek és nyitottak. Könyves és egyéb érdekes rendezvényeink gyermekeknek, családoknak, óvodai-iskolai csoportoknak és fiatalabb-idősebb felnőtteknek egyaránt szólnak. A családias, barátságos könyvtári környezet kellemes kikapcsolódást nyújthat bárki számára.Az intézmény programkínálatával, klubjaival a helyi közösségteremtés egyik fontos helyszíne. A többféle rendezvény mellett színes klubélet működik a könyvtárban: Wekerlei világjárók, Versbarátok klubja, Péntek Esti Mesék programsorozat, Társasjáték klub. A könyvtár épülete mellett található nagyon kedvelt „Tégy egy könyvet – Végy egy könyvet!” utcai könyvcsere szekrény folyamatosan, éjjel-nappal várja az irodalomkedvelőket, akár hoznak a szekrénybe, vagy viszek könyveket a tárolóból.